# Je crois que je l'aime
Pour plus de détails, voir Fiche technique et Distribution.
Je crois que je l'aime est un film français réalisé par Pierre Jolivet, sorti en 2007.

## Synopsis
Lucas, un riche industriel de 43 ans, célibataire, sort tout juste d'un terrible chagrin d'amour. Il rencontre alors Elsa, une jolie céramiste réputée de 38 ans à qui il a commandé une fresque pour décorer le hall de son entreprise. Irrésistiblement attiré par la jeune femme, Lucas va tenter de la conquérir.
Mais s'il est très habile en affaires, il n'est pas du tout sûr de lui en amour. Il va donc charger le détective privé de sa société, Roland Christin, de découvrir pour quelles raisons étranges cette jolie femme est encore célibataire, en mettant les méthodes d'investigation les plus modernes au service d'un sentiment ancestral : l'amour.

## Fiche technique
- Titre : Je crois que je l'aime
- Titre de travail : Irrésistible
- Titre allemand : Kann das Liebe sein ?
- Titre international : Could This Be Love ?
- Réalisation : Pierre Jolivet
- Scénario : Pierre Jolivet et Simon Michaël
- Images : Pascal Ridao
- Son : Pierre Excoffier
- Montage : Yves Deschamps
- Décors : Philippe Cord'homme
- Costumes : Elisabeth Tavernier
- Casting : Brigitte Moidon
- Musique : Chilly Gonzales[1]
- Supervision musicale : Clément Souchier (Creaminal)
- Producteurs : Marie-Castille Mention-Schaar, Frédéric Bourboulon et Pierre Kubel
- Sociétés de production : Vendredi Film, Studiocanal  et TF1 Films Production
- Soutiens à la production : Canal+, Banque Populaire Images 6 et Sofica Sogécinéma 4
- Budget : 7.7M€[2]
- Directeur de production : François Hamel
- Son : Dolby Digital
- Pays d'origine :  France
- Langue : français, japonais, cantonais, italien et anglais
- Format : couleur
- Genre : comédie romantique
- Durée : 90 minutes
- Date de sortie : 21 février 2007 en France et 11 octobre 2007(DVD et VOD)
- Visa d'exploitation n° 111 979
- Sociétés de distribution : Arsenal Filmverleih (de)( Allemagne), Mars Distribution ( France), NOS Audiovisuais (en)( Portugal), Frenetic Films (de)( Suisse), Filmladen (Filmverleih) (de)( Autriche) et Studiocanal (DVD)
- Box-office France : 849 896 entrées[3]
- Box-office Europe : 941 352 entrées

## Distribution
- Vincent Lindon : Lucas, riche industriel de 43 ans
- Sandrine Bonnaire : Elsa, jolie céramiste réputée de 38 ans
- François Berléand : Roland Christin, le détective privé de la société de Lucas
- Kad Merad : Rachid, ami de Lucas
- Liane Foly : Larozière, québécoise
- Clémentine Poidatz : Marina, la jeune italienne quasi-anorexique qui loge chez Elsa
- Hélène de Saint-Père : Sophie, la femme de Rachid
- Venantino Venantini : Della Ponte, LA référence en céramique
- Guilaine Londez : Brigitte
- Pierre Diot : Francis
- Albert Dray : Albert
- Mar Sodupe : Lola
- Nicolas Delmotte : l'ancien banquier
- Brian Bigg : le sumo Yakesi
- William Boisgérault : Boissière
- Silvana Gasparini : Antonia
- Nancy Tate : l'ex-femme de Lucas
- Frédéric Bourboulon : Psy Elsa
- Bill Dunn : Bronstein 1
- Mathilde Levesque :
- Pierre Schlumberger : Fils de Lucas
- Jean-Pierre Stewart : Bronstein 2
- Allan Wenger : Bronstein 3

## Autour du film
- Un des titres de la bande originale du film est Dot, écrit et interprété par Chilly Gonzales en 2004 sur son album Solo Piano. Ce titre fait également office de générique de l'émission de radio Hors-Champs présentée par Laure Adler sur France Culture.
- Autre titre audible dans le film : Lisa Ekdahl - L'Aurore, issu de l'album Lisa Ekdahl Sings Salvadore Poe.
- Avant-première à l'édition 2007 du festival de cinéma Drôle d'endroit pour des rencontres de Bron.

## Lieux de tournage
Paris :
- 1er arrondissement : rue de Rivoli, Hôtel Meurice,
- 2ème arrondissement : Rue du Quatre Septembre, Rue Ménars,
- 6ème arrondissement : Rue Jacques Callot, Square Gabriel-Pierné, Rue de Seine,
- 7ème arrondissement : Hôtel Pont Royal, rue de Montalembert, Avenue Rapp, Avenue du Maréchal Gallieni
- 11ème arrondissement : Rue des Boulets, Boulevard Voltaire,
- 16ème arrondissement : Place du Paraguay, Avenue d'Iéna,